# 英雄伝説 暁の軌跡
『英雄伝説 暁の軌跡』（えいゆうでんせつ あかつきのきせき）は、USERJOY Technologyが開発し子会社USERJOY JAPANより運営されていたブラウザゲーム。日本ファルコムのコンピュータRPG『英雄伝説シリーズ』のひとつである「軌跡シリーズ」の10周年記念作品。ジャンルはシリーズでは初となるオンラインRPGである。2016年8月31日にPCブラウザ版が正式サービス開始された。
2016年12月26日よりPlayStation Vita版が、2017年2月22日よりPlayStation 4版、2017年4月26日にPlayStation 3版がサービス開始された。
2019年8月27日にモバイルプラットフォーム版となる『英雄伝説 暁の軌跡モバイル』がiOS、Android 、Nintendo Switch向けにサービスが開始された。2020年5月7日にPC（DMM GAMES)向けのサービスを開始した。
2022年4月28日にNintendo Switch向けのサービスが終了し、同年6月15日にPSプラットフォームでのサービスが終了したことにより、コンシューマプラットフォーム向けのサービスは全て終了した。モバイル版は2023年8月23日をもってサービスを終了した。
2024年6月12日をもってブラウザ版のサービスを終了した。

## ゲーム内容
空の軌跡シリーズ(以下『VI』)の舞台であったリベール王国、『零の軌跡』・『碧の軌跡』（以下『VII』）の舞台となったクロスベル自治州など、複数の舞台で物語が繰り広げられる。西ゼムリア大陸通商会議後のストーリーが描かれており、時系列的には、過去作である『碧の軌跡』及び『閃の軌跡』シリーズと同時期となる。

### あらすじ
西ゼムリア通商会議終了後、ニーズヘッグの元猟兵であったナハト・ヴァイスは、ルーアン出身の元ジェニス学園生徒、クロエ・バーネットと共に、クロスベル自治州で行われている準遊撃士試験に合格し、正式に準遊撃士となる。

### 構成
- 序章 遊撃士の仕事
- 第一章 女王生誕祭の支援
- 第二章 中央工房の盗難事件
- 第三章 要人護衛の補佐
- 第四章 三カ国会談
- 第五章 リベールの陰謀
- 第六章 果たすべき債務
- 第七章 激動のレミフェリア
- 終章 存亡のルーレット

## ゲームシステム

### フィールド
「暁の軌跡」では『碧の軌跡』や『閃の軌跡』などの3Dフィールドではなく、行きたい場所へクリックして移動する形式をとっている。そのため3D描写は戦闘と飛行船のみであり、他はすべて2Dとなっている。

#### 移動手段
使用可能になった後であれば原則としていつでも使え、ストーリーの進行に関わらず使用不可能になることはない。
マップ移動
行きたい場所へクリックして行くことができる。
飛行船エインセル
飛行船エインセルではマウスクリック移動で飛行船を動かすことができる他、マップ内にある探索地や町をクリックすれば自動的に飛行船が動き移動してくれる。

### 戦闘
過去作同様に行動順を主軸としたターン制のシステムとなっており、「ATバトルシステム」と名付けられている。ただし2人以上で組むクラフトは今作には存在しない。
ATボーナス
ボーナスの種類は過去作に比べ大幅にカットされたが、一部のダンジョンには「GUARD」が出現する。
パーティ編成
「暁の軌跡」では最大8人までパーティ編成が行えるが前衛の4人のみ戦闘時は戦闘でき、後衛の4人は交代時などに交代できることができる。なお「探索地」ではフレンドの助っ人が使用できるため、実質最大9人までパーティ編成が行える。

#### 戦術オーブメント
戦術オーブメントは『碧の軌跡』を流用したシステム。ただしシステムの都合上、変更が入っている。
マスタースロット
マスタークオーツをセットする専用のスロット。
マスタークオーツ
マスタースロット専用の大型クオーツ。装備して戦闘を重ねることによって成長し、ステータス向上効果や属性値が上昇する。『碧の軌跡』では最終段階であるLv5まで成長させると、マスターアーツを使用可能となるが、今作では使用できない。

### 分隊レベル
本作独自のシステムの一つ。各種クエストや「遊撃士戦闘訓練」、探索地攻略などをこなして、レベルアップしていくことで、新しいシステムやメインクエストが開放される。月に一度、「レベルアップウィーク」が開催され、探索地の取得分隊経験値が2倍・3倍になる。2020年12月現在の最大分隊レベルは95。

### AP
本作独自のシステムの一つ。探索やクエスト攻略、遊撃士戦闘訓練に挑戦する際に使用する。分隊レベルアップの際には、APが全回復し、APの上限が1AP増加する。「APチャージ」を使用して回復することができ、I・II・III・IV・Vの五段階に分かれている。Vのみブレイサーコイン（BC）を使用する。

### クエスト攻略
主要ストーリーを進める『メインクエスト』、メインクエストの受注条件となる『サブクエスト』、1日1回で何度も受注できる『毎日クエスト』が用意されている。主に、メインクエストを進めることで、次のストーリーや次章などへと進める。メインクエスト攻略時には、分隊レベルの目標値と、遊撃士戦闘訓練の進行度、サブクエストの達成が条件となり、それらの条件を一つでもクリアできていない場合は先に進むことはできない。

### 実績
実績は半永久的に存在する実績とある一定の期間（毎日・毎週・毎月）で更新される実績が存在する。実績を達成するとBC（ブレイサーコイン）やアイテムがもらえるが、特にコレクター的要素は存在しないが、スコアは存在する。このスコアは半永久的に存在する実績のみ適用される。

## 世界設定
シリーズ初となる、ゼムリア大陸北部の公国で、大陸随一の医療先進国としても知られたレミフェリア公国をはじめ、『VII』の舞台ともなったクロスベル自治州や『VI』の舞台ともなったリベール王国が主な舞台となる。

### リベール王国
『VI』の舞台。女王アリシアⅡ世によって治められる小国で、クロスベル自治州の南西に位置する。
北は強大な軍備を持つエレボニア帝国、東はカルバード共和国という強国に囲まれながらも、豊富な七耀石資源と高い導力器技術、そして女王の巧みな外交手段によって対等な関係を築いている。

### クロスベル自治州
『VII』の舞台。エレボニア帝国、カルバード共和国という2大国に挟まれ、長年領土争いの対象となってきた地域。
中心のクロスベル市は巨大貿易都市として急速な発展を遂げ、高層ビルや導力車、導力ネットワークなど新たなインフラが次々と導入されている。
だがその一方で、マフィアの存在や密貿易、違法なミラ・ロンダリングといった負の暗黒面も常に覗かせているため、「魔都クロスベル」という異名も持つ。

### レミフェリア公国
本作の舞台。ゼムリア大陸北部の公国で、現国家元首はアルバート大公。国土が北方に位置するため、厳しい寒冷な気候ではあるものの、森林と湖に代表される風光明媚な自然を有して おり、諸外国からの観光客が多く集まっている。
また、大陸随一の医療先進国としても知られ、セイランド社をはじめとする大手医療機器メーカーが複数存在している。
アーデント市
レミフェリアの中心都市。

モンレイン市
レミフェリア公国の北西に位置する小さな町。一年の殆どが雪に覆われているが鉄鋼業や農業、織物業など様々な産業が盛んに行われており、寒冷の地とは思えないほどの熱気がある。

## 登場人物

### 主人公
- ナハト・ヴァイス

出身国籍不明。出来る限り目立たず、『平凡』第一に行動することが信条。しかし正反対の性格をしたクロエとコンビを組まされたことで信条が少しずつながらも揺らぐことに。 
- クロエ・バーネット

リベール王国ルーアン地方出身。《リベールの異変》を解決した英雄（遊撃士）たちの影響でジェニス王立学園を退学、遊撃士になる。

#### 主要人物
- ロナード・グリフィン
- リーヴ
- ジリアン・スカイ
- サーシャ・ペトロヴナ
- アイリ・アドラー
- ノア・エクランド
- サミュエル・ライトナー
- カール・ヤールセン
- カタリナ・フォード
- ジェローム・フォン・バルトロメウス
- ダニル・オルソン
- エスペン・ウルヴァース
- アーサー・スパイアー

### 同シリーズからの登場人物

#### VIから登場した人物
- エステル・ブライト
- ヨシュア・ブライト
- ケビン・グラハム
- リース・アルジェント
- シェラザード・ハーヴェイ
- クローディア・フォン・アウスレーゼ
- オリビエ・レンハイム
- ティータ・ラッセル
- アガット・クロスナー
- ジン・ヴァセック
- クルツ・ナルダン
- カルナ
- グラッツ
- アネラス・エルフィード
- キリカ・ロウラン
- ダン・ラッセル
- ジョゼット・カプア
- キール・カプア
- ドルン・カプア
- ロッコ
- ディン
- レイス
- フィリップ・ルナール
- カシウス・ブライト
- アラン・リシャール
- カノーネ・アマルティア
- マクシミリアン・シード
- モルガン
- ユリア・シュバルツ
- ミュラー・ヴァンダール
- レクター・アランドール
- ギルバート・スタイン
- レン
- 《怪盜紳士》ブルブラン
- 《痩せ狼》ヴァルター
- 《幻惑の鈴》ルシオラ
- 《道化師》カンパネルラ

#### VIIから登場した人物
- ロイド・バニングス
- エリィ・マクダエル
- ティオ・プラトー
- ランディ・オルランド
- セルゲイ・ロウ
- ツァイト
- リーシャ・マオ
- ノエル・シーカー
- ワジ・ヘミスフィア
- アレックス・ダドリー
- ミシェル
- エオリア
- リン
- ヴェンツェル
- スコット
- ミレイユ
- ダグラス
- アリオス・マクレイン
- アッバス
- ヴァルド・ヴァレス
- アーネスト・ライズ
- ガルシア・ロッシ
- シグムント・オルランド
- シャーリィ・オルランド
- ガレス
- ザックス
- アリアンロード
- 《神速》のデュバリィ
- 《魔弓》のエンネア
- 《剛毅》のアイネス
- みっしぃ

#### VIIIから登場した人物
- リィン・シュバルツァー
- アリサ・ラインフォルト
- フィー・クラウゼル
- ラウラ・S・アルゼイド
- エマ・ミルスティン
- エリオット・クレイグ
- ガイウス・ウォーゼル
- マキアス・レーグニッツ
- ユーシス・アルバレア
- サラ・バレスタイン
- ミリアム・オライオン
- クロウ・アームブラスト
- アンゼリカ・ログナー
- トワ・ハーシェル
- シャロン・クルーガー
- エリゼ・シュバルツァー
- アルフィン・ライゼ・アルノール
- トヴァル・ランドナー
- クレア・リーヴェルト
- アルティナ・オライオン
- 《劫炎》のマクバーン
- ヴィータ・クロチルダ
- ルーファス・アルバレア
- オーレリア・ルグィン
- ユウナ・クロフォード
- ミュゼ・イーグレット
- セドリック・ライゼ・アルノール
- クルト・ヴァンダール
- アッシュ・カーバイド